# Bertil Johnson (friidrottare)
Nils Bertil Johnson, (Jonsson enl SDB) född 23 december 1915 i Vasa församling, Göteborg, död 2 februari 2010 i Högsbo församling, Göteborg, var en svensk friidrottare (tresteg). Han vann EM-silver 1946 och SM-guld år 1943. Han tävlade för idrottsklubben Vikingen.

## Personliga rekord
- Längdhopp: 7,40 (29 augusti 1946)
- Tresteg: 15,27 (7 oktober 1945)